# Brasão de armas da Crimeia
O brasão de armas da Crimeia (em russo:  Герб Крым, em ucraniano:  Герб Крим) é o brasão de armas oficial da República da Crimeia, república não-reconhecida dentro da República Autônoma da Crimeia, cuja soberania é disputada pela Federação Russa e pela Ucrânia. O brasão está em uso desde 1992, e foi adotado oficialmente em 21 de abril de 1999.
Foi recomendado que a bandeira tártara da Crimeia e o brasão de armas substituíssem a bandeira atual porque a bandeira tártara da Crimeia representa o povo tártaro e a atual bandeira da Crimeia se assemelha à bandeira russa.
Consiste de um escudo varegue vermelho e um grifo prateado perfilado com uma pérola azul em sua pata direita. Em ambos os lados do escudo estão pilares brancos e, sobre ele, um sol nascente. Envolvendo tanto as colunas como a parte inferior do escudo está a bandeira da Crimeia, na forma de uma faixa tricolor azul-branco-vermelho, sobre o qual está inscrito o lema da Crimeia, Процветание в единстве ("prosperidade na união").
O escudo varegue simboliza o fato de que a região da Crimeia foi, por muito tempo, o ponto de cruzamento de rotas comerciais importantes. A cor vermelha do escudo simboliza a história dramática e heroica da Crimeia. O grifo foi colocado no brasão porque costuma ser utilizado para representar o território ao norte do Mar Negro, e era conhecido como "brasão" dos antigos territórios do Quersoneso e Panticapeu, onde pode ser encontrado em diversos artefatos encontrados na região.
Já outra interpretação diz que a pérola simbolizaria a Crimeia como parte da Terra, enquanto o grifo seria o defensor da jovem república. A cor azul (blau) da pérola seria indicativa da mistura de culturas da Crimeia, e os pilares brancos das antigas civilizações que habitaram a península. O sol nascente, por sua vez, simbolizaria a prosperidade e a regeneração.